# Ferrocarril en Uruguay
La red ferroviaria uruguaya es el sistema de líneas de vía férrea que se extiende por toda la República Oriental del Uruguay. Tiene una extensión de 2961 kilómetros y es como muchas de Latinoamérica, del tipo radial, lo que quiere decir que fue diseñada para conectar las distintas ciudades del interior convergiendo en Montevideo, debido a la importancia del puerto capitalino con su condición de eje dominante para el destino de diversas producciones agrarias y ganaderas al ser un país agroexportador. 
Es una red bastante homogénea, ya que aplica un solo ancho de vía en casi todos sus recorridos, el ancho internacional (1435 mm). El sistema no está electrificado y la mitad de la red esta clausurada, con 1673 km disponibles para trenes de carga y, dentro de estos, 118 km para servicios de pasajeros entre Tacuarembó y Rivera puesto que el servicio está suspendido en la línea Montevideo-25 de agosto desde el 15 de junio de 2019 por las obras de reconstrucción total de las vías. El material rodante usado para la red cuenta con vehículos de marcas Alstom, General Electric, Ganz-MÁVAG, Fiat, Nippon Sharyo, entre otras. Su propietario, gestor de infraestructuras y operador de servicios de pasajeros es AFE, fundada el 19 de septiembre de 1952. Desde 2013, SELF es la operadora público-privada encargada del transporte de cargas y logística.

## Historia

### Inicios de la red

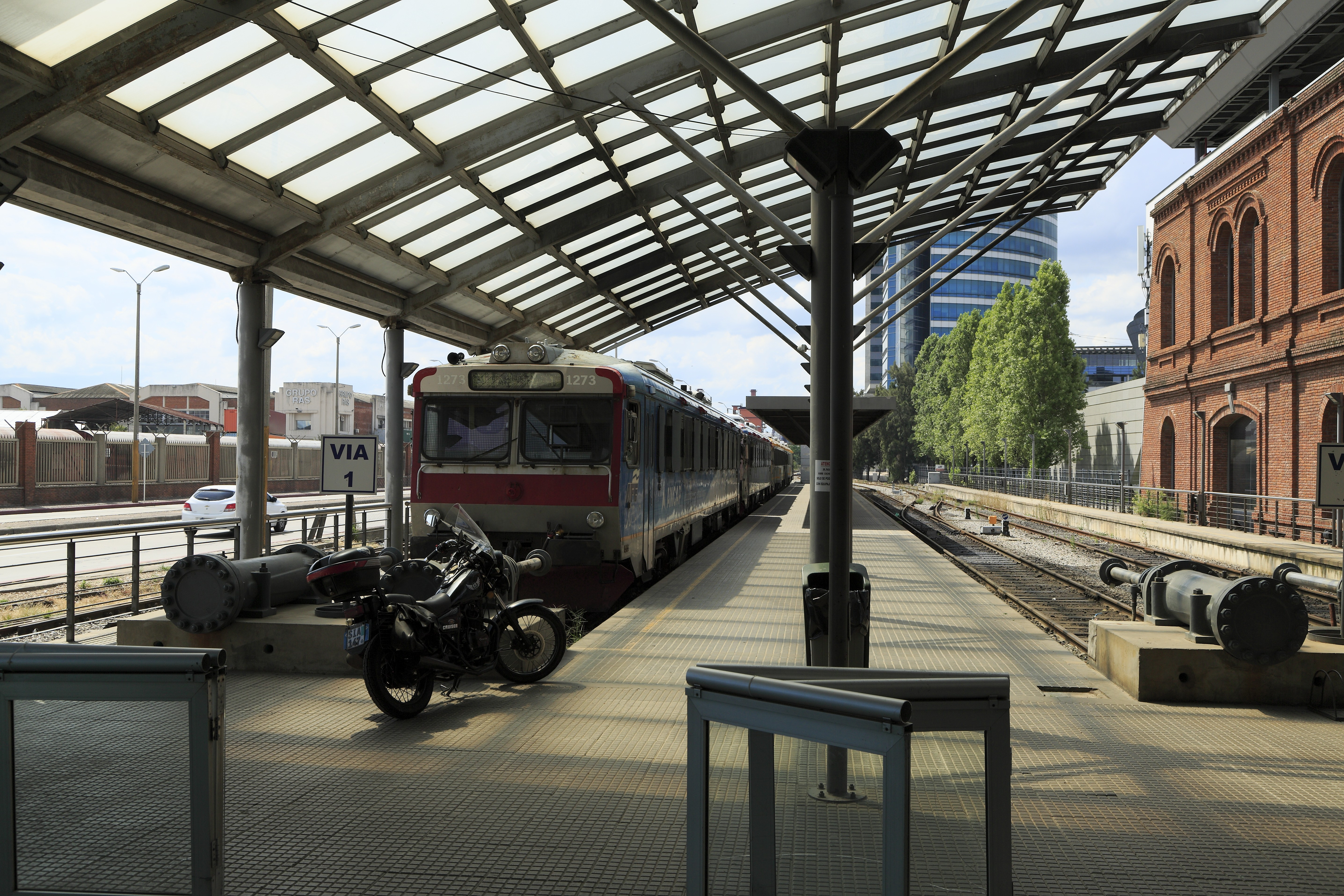
Nueva terminal de pasajeros de Montevideo

Los trabajos de construcción de la primera línea de ferrocarriles en Uruguay, comenzaron el 25 de abril de 1868, en el Paso Molino. La empresa nacional «Ferrocarril Central» (Ferrocarril Central del Uruguay) había obtenido la concesión para el tendido de vías hasta Durazno, a 205 km de Montevideo. No obstante, desde hacía más de una década se habían presentado proyectos sin resultados. El primer tramo, de 18 km entre Bella Vista y Las Piedras, se inauguró el 1 de enero de 1869. Para continuar la extensión de la línea y debido a la falta de capitales en el país, se contrataron varios empréstitos en Londres, donde, como forma de control, se constituyó un directorio.
Vistos los problemas financieros y los altos costos de la administración nacional, los británicos adquirieron la mayoría de las acciones. La "Central Uruguay Railway", la mayor de las empresas británicas que operaron en el país, nació formalmente el 1 de enero de 1878.
Ya para ese entonces habían aparecido varias empresas que, si bien fueron iniciadas por capitales nacionales, terminaron bajo control británico al no encontrar capitales en el país para culminar las obras.

### Expansión de la red
En 1884 el Gobierno aprueba la Ley de Trazado General de Ferrocarriles, que regula y diseña el trazado de la red ferroviaria nacional. Ese plan estableció el sistema radial; todas las líneas convergían en Montevideo, ya que reconocía el hecho de una ciudad-puerto dominante. A los 25 años de explotación el Estado podría expropiar las líneas. Se otorgaba una garantía de utilidad del 7% sobre una estimación de 5000 libras por km. Debido a eso, si se abarataba el costo de las obras, aunque disminuyera la calidad, las ganancias aumentaban, lo que llevó al excesivo número de curvas y rampas que tienen las líneas construidas por las compañías británicas al no haberse practicado los desmontes, puentes y túneles que indicaba un trazado científico de las líneas. Este inconveniente se reflejó en mayor lentitud de los trenes y menor aprovechamiento de la fuerza motriz de las locomotoras, con mayor consumo de combustible y desgaste de materiales. 
Las vías se extienden al oeste y el Puerto Sauce, donde actualmente se encuentra Juan Lacaze. Con ampliaciones posteriores de la ley se incorporaron otras líneas a la lista, en 1886 se realiza la vía hacia Maldonado y Punta del Este, en 1888 se amplía hacia Durazno, Trinidad, nordeste y palmar de Pando a Minas, llegando al departamento de Treinta y Tres. En 1897 se inauguró la majestuosa Estación Central de Montevideo, que sustituyó a la pequeña estación terminal incendiada a fines de 1891.

### Intervención estatal

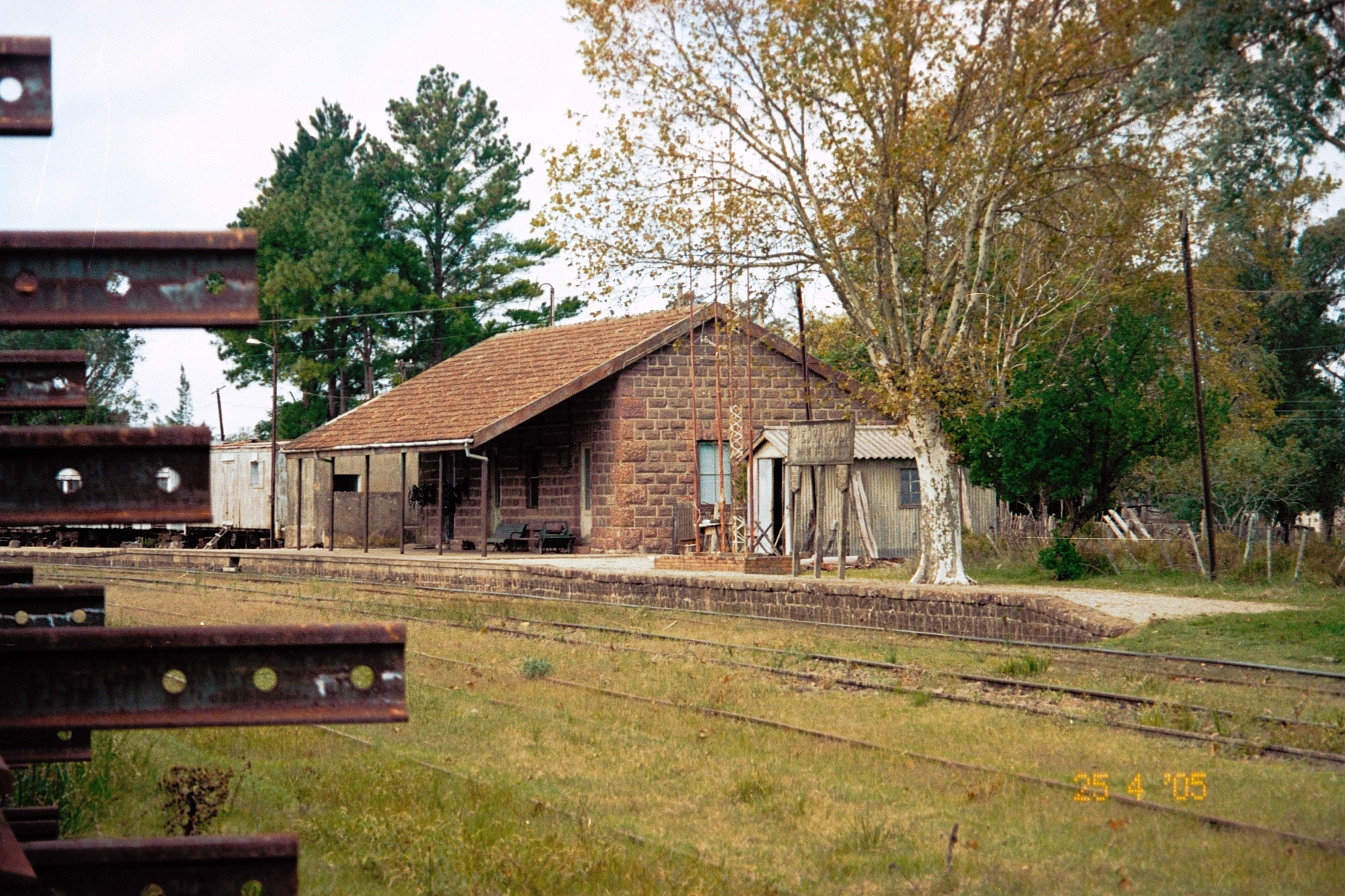
Estación Piedra Sola.

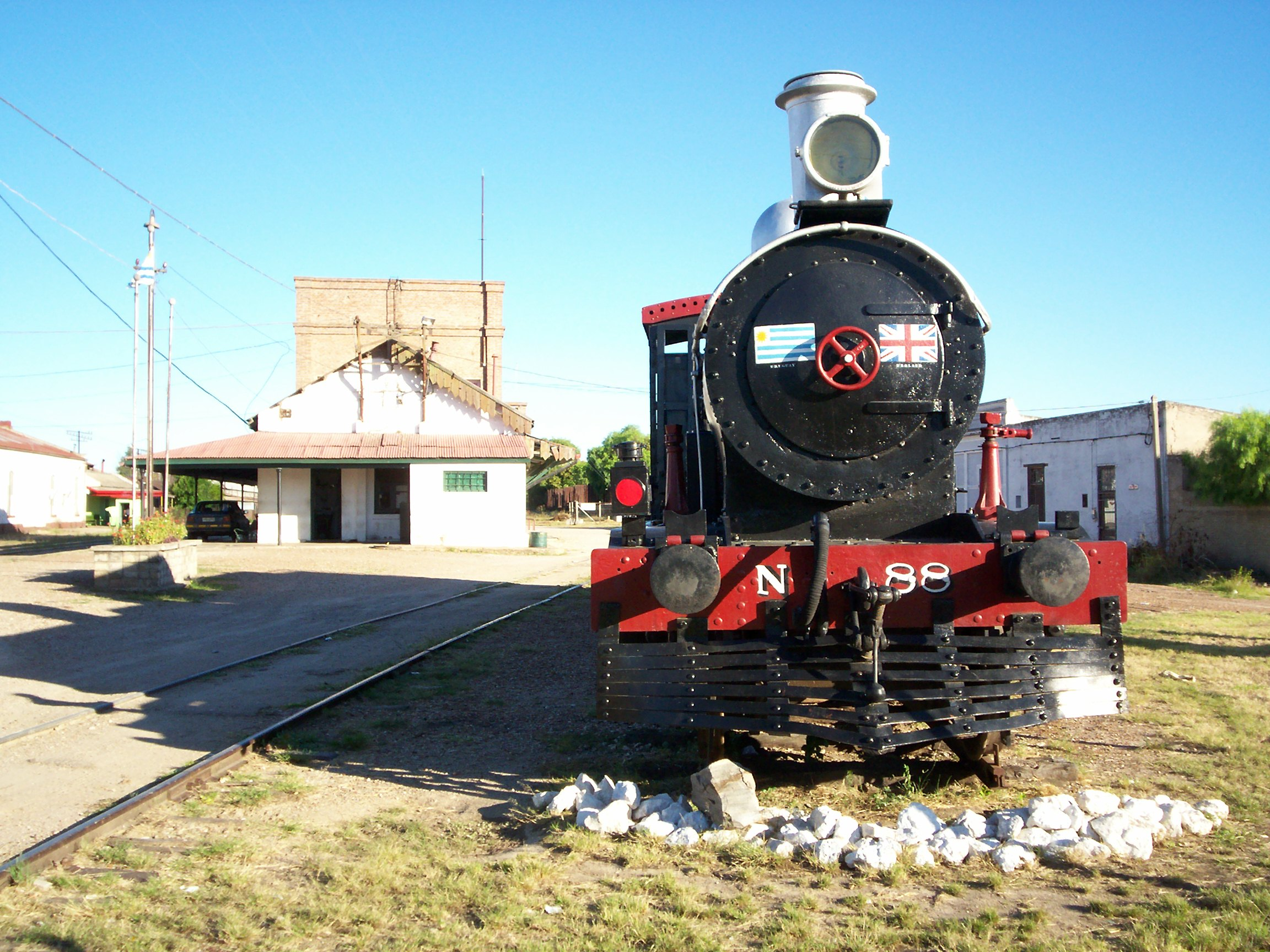
Máquina vaporera de origen británica en la estación Paysandú de AFE.

En 1915 el Estado se hizo cargo de la línea Montevideo - Santiago Vázquez, a la cual adjuntó en 1920 otros dos ramales en quiebra, creando así la Administración de Ferrocarriles y Tranvías del Estado (FTE). Esta empresa sería la que continuaría la expansión de la red ferroviaria nacional. En 1921 el Ing. Lasgoity elaboró un proyecto de construcción de una red ferroviaria estatal que cubriera las zonas dejadas por la red británica, uniera entre sí las líneas de los FFCC del Estado, y les diera entrada propia a Montevideo. Pero no se llevaron a cabo estos planes; los trenes estatales entraban a Montevideo por las vías del Ferrocarril Central, y para competir con este último se prefirió construir carreteras paralelas. Autobuses y camiones subsidiados por el estado compitieron desde entonces con los trenes.
Los FTE introdujeron cinco tipos diferentes de coches motores, a nafta primero y diésel después, entre 1928 y 1938. Además de circular en las líneas estatales, eran arrendados a los ferrocarriles británicos. Su incorporación mejoró y aceleró el transporte de pasajeros en el país.
Para 1948 existían cuatro empresas de capitales extranjeros: el Central Uruguay Railway Limited (más conocido como CUR, con 1574 km, habiendo adquirido 3 empresas menores), el Midland Uruguay Railway (506 km), el North Western Uruguay Railway (182 km) y el North Uruguay Railway (114 km), además de las líneas del Ferrocarril y Tranvía del Estado (623 km).

### Nacionalización
El 31 de marzo de 1949 la totalidad de la red ferroviaria nacional pasaría al Estado uruguayo como parte de pago de la deuda contraída por Gran Bretaña durante la Segunda Guerra Mundial. Sin embargo, continuarían existiendo dos empresas estatales (el Ferrocarril Central para las líneas nacionalizadas y los Ferrocarriles y Tranvías del Estado) hasta la creación de la Administración de Ferrocarriles del Estado el 19 de septiembre de 1952.

### Años 1950
Cuando llegaron las primeras máquinas diésel Alco y General Electric, entre 1951 y 1954, no se tomaron las debidas previsiones, como nuevos talleres, repuestos y, principalmente, vías nuevas o mejoradas, por lo que tanto el material como la vía se deterioraron rápidamente. Por otra parte, se restó importancia al mantenimiento de los coches motores, lo que enlenteció el transporte de pasajeros, además de aumentar sus costos operativos y hacerlo menos competitivo frente a los ómnibus que circulan sobre carreteras subsidiadas por el Estado y que son renovadas continuamente.

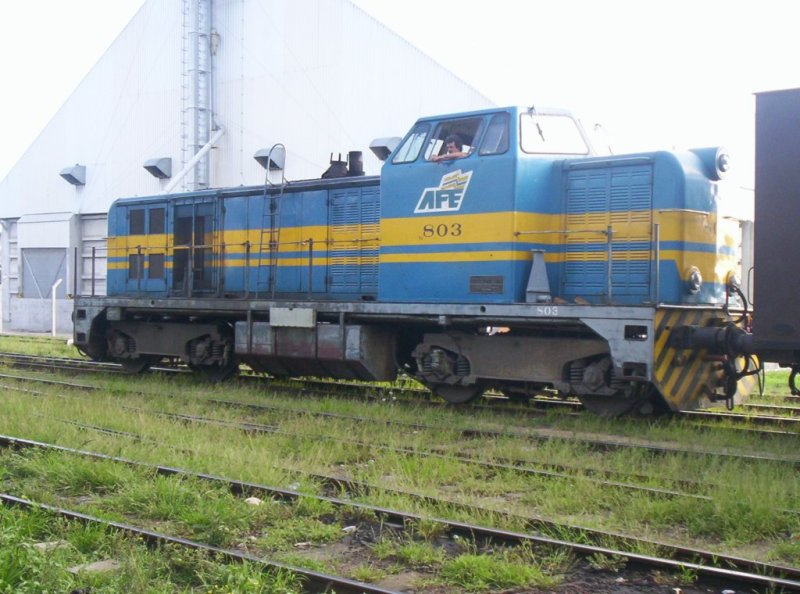
Locomotora Alsthom en Estación Lorenzo Carnelli (ex-Bella Vista).

### Años 1960
En 1963, con la importación de 25 locomotoras Alsthom para las líneas del litoral, se logró la dieselización total, de efímera duración ya que la intensidad de uso a la que fueron sometidas, sumado al mal estado de las vías y la falta de repuestos por deudas con los proveedores, llevó a la paralización de muchas locomotoras.
En 1966 el ramal Rosario-Puerto Sauce, que había sido suprimido en 1959, es desmantelado.
En 1968 circuló seis meses, a prueba, un coche motor Fiat argentino en las líneas Montevideo - Rivera y Montevideo - Punta del Este, cubriendo este último trayecto (163 km) en dos horas veinte minutos. El coche fue devuelto después, y nunca se autorizó a AFE la compra de unidades similares. Es más, se aprobó poco después el levantamiento de la vía entre Maldonado y Punta del Este, aunque no se llevó a cabo debido a la oposición del ferrocarril. Entre 1969 y 1972 la falta de material rodante impedía el normal cumplimiento de los servicios, lo que obligó a reincorporar locomotoras a vapor abandonadas.

### Años 1970
Durante la dictadura militar comenzó la recuperación de material rodante pero tampoco se invirtió correctamente en la reparación de las vías, donde, en muchos casos, llegaron a aplicar durmientes de madera de eucalipto, un tipo de madera no apto por su rápida caducidad.
El 9 de enero de 1975 parte desde la dársena del puerto de Montevideo el coche motor Ganz 38 nro. 209 rumbo a Paysandú con una comitiva para asistir a la inauguración del ramal de 35 km que une las canteras del Queguay con la planta de portland en Nuevo Paysandú.
El 1 de octubre de 1977, ocurrió un accidente fatal en la cantera de mármol de Suárez, departamento de Canelones, a 20 km del centro de Montevideo, a la que AFE tenía conexión. Ese día a la tarde, se produjo una inmensa explosión con dinamita, matando a 15 funcionarios de la empresa.
Casualmente ese mismo día, con los nuevos trenes Ganz Mávag recientemente importados,   se creó una red de rápidos a Rivera, Melo, Río Branco, La Paloma, Punta del Este y Fray Bentos (por el enlace Mercedes - Ombucitos, inaugurado el 20 de abril de 1979). Un taller para el mantenimiento de los mismos fue también adquirido, pero su construcción recién culminaría en 1988. Los Ganz fueron el último material rodante para pasajeros que se compró 0 km.
Estos modernos trenes unían Montevideo y Punta del Este en 2 horas 30 minutos. En 1979, después de dos temporadas exitosas, se decidió levantar la vía entre Maldonado y Punta del Este, en cumplimiento de la ley que había sido votada 10 años antes. El servicio decayó hasta subsistir en 1982 un solo tren que tardaba más de cuatro horas. El 28 de noviembre de ese año se suprimió el servicio y a comienzos de 1983 se levantó la vía para construir en su lugar una avenida y, en el sitio de la estación Punta del Este, la terminal de ómnibus.

### Años 1980
Entre 1981 y 1983 se adquirieron de segunda mano de Alemania 28 ferrobuses de dos tipos, que resultaron ser inadecuados para el estado de la vía y el servicio asignado en Uruguay.
En 1985, ya instalado nuevamente un gobierno democrático bajo la presidencia de Julio María Sanguinetti, el directorio asumiente de AFE encabezado por el contador Juan Berchesi contrató al consorcio Ferroplán, para que realizara un estudio de factibilidad de líneas y de funcionamiento del ente. Esta consultora propuso cinco "estrategias alternativas", que iban desde mantener mejorada la red de casi 3000 km hasta una red de tan solo 500 km. No obstante, el Ministerio de Transportes y Obras Públicas elaboró un «Plan Nacional de Transporte», desechando las propuestas de Ferroplán (por las que se pagó más de 300.000 US$). Ese plan, mediante costos inflados, demostró la "no-rentabilidad" del transporte de pasajeros por ferrocarril, para reducir más personal, de acuerdo a los lineamientos del Banco Mundial.
El 25 de septiembre de 1985, se pone fin a una huelga sindical que había durado 3 meses, se realizaron ochenta ollas populares, hubo proclamas desde Paso de los Toros hasta Montevideo y AFE fue tomada por los huelguistas. En ese lapso no corrieron trenes ni de pasajeros ni de cargas por todo el país, por lo que tanto la gente como las empresas tuvieron que buscar alternativas por carretera. Para el gobierno, quedó demostrado de que si se suprimían los servicios del ferrocarril, que ya eran considerados por este como "deficitarios", era fácilmente reemplazable por medios carreteros, de modo que la huelga fue el puntapié inicial para una posterior supresión de los servicios tanto de pasajeros como de cargas de corta y media distancia.
El 4 de noviembre de 1985 se suprimen los servicios de pasajeros a en las líneas Durazno-Trinidad, Algorta-Fray Bentos, San José-Fray Bentos, Mal Abrigo-Colonia, Nico Pérez-Melo y el corredor internacional Salto-Concordia que había sido inaugurado tan solo 3 años antes. A día de hoy, ninguna de estas líneas opera servicios de masas o mercancías y se encuentran totalmente abandonados.
Contrariamente a lo que decían las distintas consultoras, AFE realizó en 1986 un estudio técnico y económico para reconstruir 12 trenes Ganz Mávag y reprogramar los servicios de larga distancia (incluso restableciendo los servicios a Melo y Fray Bentos, suprimidos en noviembre de 1985) el cual incluía mejoras en las vías de las líneas a Fray Bentos y Rocha. El resultado fue que la reparación de los trenes y la prestación de servicios tres veces por semana a Fray Bentos, Rivera, Río Branco, Melo y diarios a Paso de los Toros, Cerro Colorado, Rocha y Minas el "Proyecto de reprogramación de servicios Ganz" era rentable desde el punto de vista financiero incluyendo los gastos marginales de mantenimiento de las vías.
El 30 de diciembre de 1987 se resolvió la supresión del servicio de pasajeros. El 1 de enero de 1988 los trenes corrieron normalmente. El 2 de enero circularon solamente los trenes que retornaban a sus bases operativas. El último tren en llegar a Montevideo fue el ferrobús 157 proveniente de Pan de Azúcar, y el último servicio regular de la red lo cumplió el coche motor 121 entre Artigas y Salto. En esa fecha además se cerraban al tráfico casi 900 km de líneas. Parte del material rodante destinado al transporte de pasajeros fue vendido como chatarra o abandonado. Estas medidas no mejoraron la situación financiera del ferrocarril, sino que simplemente sub-utilizaron las infraestructuras y generaron mayores dificultades debido a la reducción indiscriminada de personal operativo.
Durante la presidencia de Berchesi (1985-1990) al frente de AFE no solo se suprimieron todos los servicios de pasajeros por todo el país y se desguazó una importante porción del material rodante, que en muchos casos fue de dudosa justificación, sino que también, en 1989 fue cuando se desmanteló la remesa de coches motores junto al puerto, al ya no haber material rodante que mantener.

### Años 1990
El 8 de abril de 1990, después de 826 días, vuelven a correr trenes de pasajeros durante 4 días con motivo de la criolla del Prado, contratados por la Intendencia de Montevideo, provenientes de San José y Florida. A partir del año siguiente comenzaron a circular trenes especiales a diversos destinos.

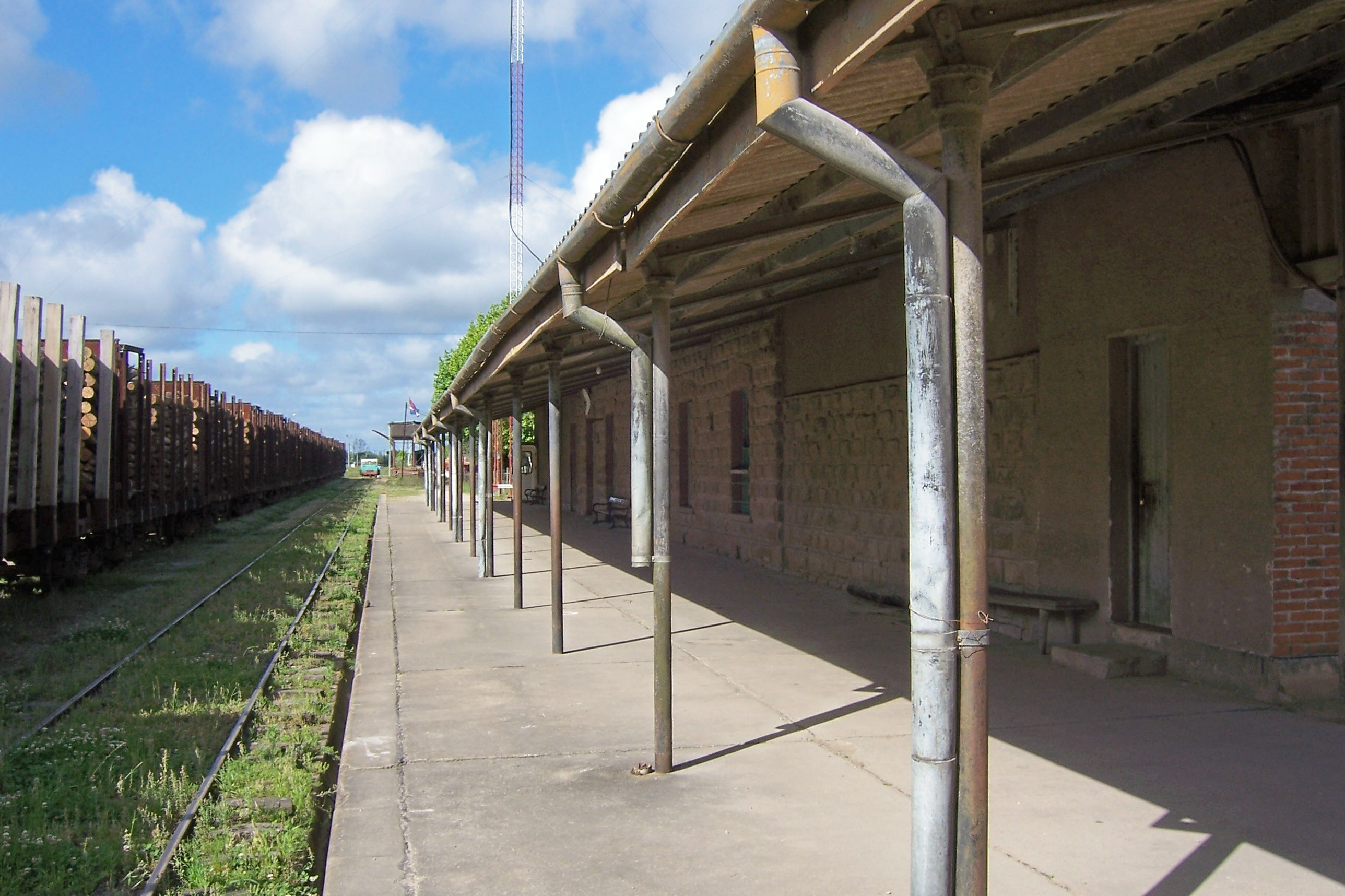
Estación Tacuarembó.

Durante el mandato del presidente Luis Alberto Lacalle (1990-1995) se llevó a cabo la supresión del servicio de cargas en las líneas Salto -Cuareim -y con ello todo el departamento de Artigas-, Mal Abrigo-Colonia, Nico Pérez-Melo y Florida km 329. Dichos ramales se encuentran cerrados desde entonces y parcialmente levantados o con interrupciones en el trazado.
En 1992 comenzó la reparación de material rodante (coches motores y salones Fiat) para restablecer servicios de pasajeros.
El 11 de enero de 1993 comenzó a circular nuevamente un servicio regular entre Tacuarembó y Rivera. El 25 de agosto del mismo año se restableció el servicio de pasajeros entre Montevideo y 25 de agosto en Florida, ambos administrados por una empresa privada. Al mismo tiempo se levantó la vía de la estación Maldonado para construir una carretera.
En noviembre de 1993 arribaron las 10 nuevas locomotoras diésel General Electric C-18-7i, que permitieron alargar los trenes e incrementar el tonelaje transportado. También circulan con largos trenes especiales de pasajeros.
En 1997 AFE se hizo cargo de la explotación de las dos líneas de pasajeros debido a irregularidades contractuales con la empresa operadora del servicio.
Mientras se hablaba de incrementar los servicios a 25 de agosto y restablecer los trenes de pasajeros a Ingeniero V. Sudriers, San Ramón, San José, Florida y Minas, incoherentemente AFE, presidida en ese entonces por Víctor Vaillant, vendió en marzo de 1998 la Estación Central y su playa de maniobras al Banco Hipotecario para realizar un negocio inmobiliario de dudoso éxito, conocido como "Plan Fénix". Fue también durante su gestión que se llevó a cabo un importante desguace de locomotoras GE-Alco serie 1500 en 1996, y el desmantelado del tramo San Carlos-Maldonado, en beneficio de la ruta 39 para así unir ambas ciudades con Punta del Este en 1998.
El 24 de diciembre de 1998 comenzaron a ser desembarcados los primeros rieles de 25 metros cada uno de una primera partida de 12.000 toneladas que llegó de Rusia como parte de pago de su deuda con Uruguay.
En diciembre de 1999 comienza la construcción del apeadero que reemplazaría a la Estación Central como terminal ferroviaria. 

### Años 2000
AFE restableció el servicio Tacuarembó - Rivera el 13 de marzo de 2000 por última vez después de una serie de supresiones y reimplantaciones del mismo. El 13 de diciembre del mismo año es suprimido al quedar fuera de servicio el coche motor Brill 127 que cubría el servicio. No hubo voluntad política para que volviera a circular debido, según fuentes gubernamentales, "a la lucha contra el contrabando", a pesar de que AFE pidió recursos para reparar el vehículo.
El 1 de julio de 2002 AFE incrementó el número de trenes de pasajeros, agregando cinco servicios hacia y desde Progreso (más un tren adicional el viernes) y reduciendo a tres el número de trenes hacia y desde 25 de agosto. Además, se agregó un viaje ida y vuelta a 25 de agosto entre los meses de octubre y abril los sábados.  El número de pasajeros se disparó, pasando de transportarse 19.000 en enero de 2002 a más de 60.000 en enero de 2003.
El 18 de septiembre de 2002 se aprueba en el Parlamento la Ley N.º 17.556, cuyo artículo 150 transfiere al Ministerio de Transporte y Obras Públicas "los cometidos, facultades y bienes relativos a la infraestructura ferroviaria de AFE". El 1 de enero de 2003 el Ministerio de Transporte y Obras Públicas se hizo cargo de la infraestructura ferroviaria así como a las estaciones y terrenos. AFE mantenía la propiedad de los talleres ferroviarios y remesas de Bella Vista, Peñarol, Sudriers, Piedra Alta, Paso de los Toros, Paysandú y Salto
El 28 de febrero de 2003 AFE es prácticamente expulsada de la Estación Central. El último tren partió a las 19:18 y el último arribó a las 21:25. El último movimiento desde Estación Central (tren vacío) partió 21:40. Desde el 1 de marzo de ese año los trenes de pasajeros parten y llegan de una nueva estación, con solo tres vías, ubicada 500 metros al norte de la actual. Los trenes de la línea Montevideo - 25 de agosto perdieron más de 100.000 usuarios y los trenes de la línea Montevideo - Sudriers (restablecida el 15 de diciembre de 2005) no han captado más pasajeros debido a la distancia de la nueva terminal respecto al centro de la ciudad.
Después del cambio de gobierno de marzo de 2005 se comenzó a realizar una serie de mejoras y trabajos de mantenimiento mínimo que no se habían realizado, como por ejemplo la reparación de las barreras eléctricas inoperantes por el robo de cables entre Sayago y Colón desde abril de 2002.
La infraestructura ferroviaria pasó nuevamente a manos de AFE a partir del 1 de enero de 2006, según lo establecido en el Art. 205 de la Ley 17.930 ("Derógase el artículo 150 de la Ley Nº 17.556, de 18 de setiembre de 2002, reintegrándose a la Administración de Ferrocarriles del Estado los cometidos, facultades, recursos humanos necesarios y bienes materiales relativos a la infraestructura ferroviaria, incluso el derecho al cobro de peajes.")
El 15 de mayo del mismo año se recibieron 80 vagones cubiertos de segunda mano de los ferrocarriles italianos.
El 3 de julio se modificó nuevamente los horarios de trenes, agregando un tren hacia y desde 25 de agosto, dos trenes a Canelones y un servicio más ida y vuelta a Sudriers.
El 15 de enero de 2007 se restableció el servicio regular de pasajeros entre Montevideo y San José gracias a la reparación de la vía y de un puente a la entrada de dicha ciudad, circulando una frecuencia diaria. Al mismo tiempo se redujeron los servicios a 25 de agosto, Canelones, Progreso y Sudriers para economizar locomotoras. Dicha reducción sin embargo no generó el ahorro esperado y redujo la oferta a los pasajeros.
El 12 de febrero de 2007 se reconectó la Estación Central a la red ferroviaria nacional, mediante la remoción de un tope de hormigón que había sido construido en el correr de 2003, así como la reposición de 20 metros de vía. No obstante, su reactivación como terminal de trenes sigue siendo incierta. Un grupo de ciudadanos trabaja por ese objetivo.

### Años 2010

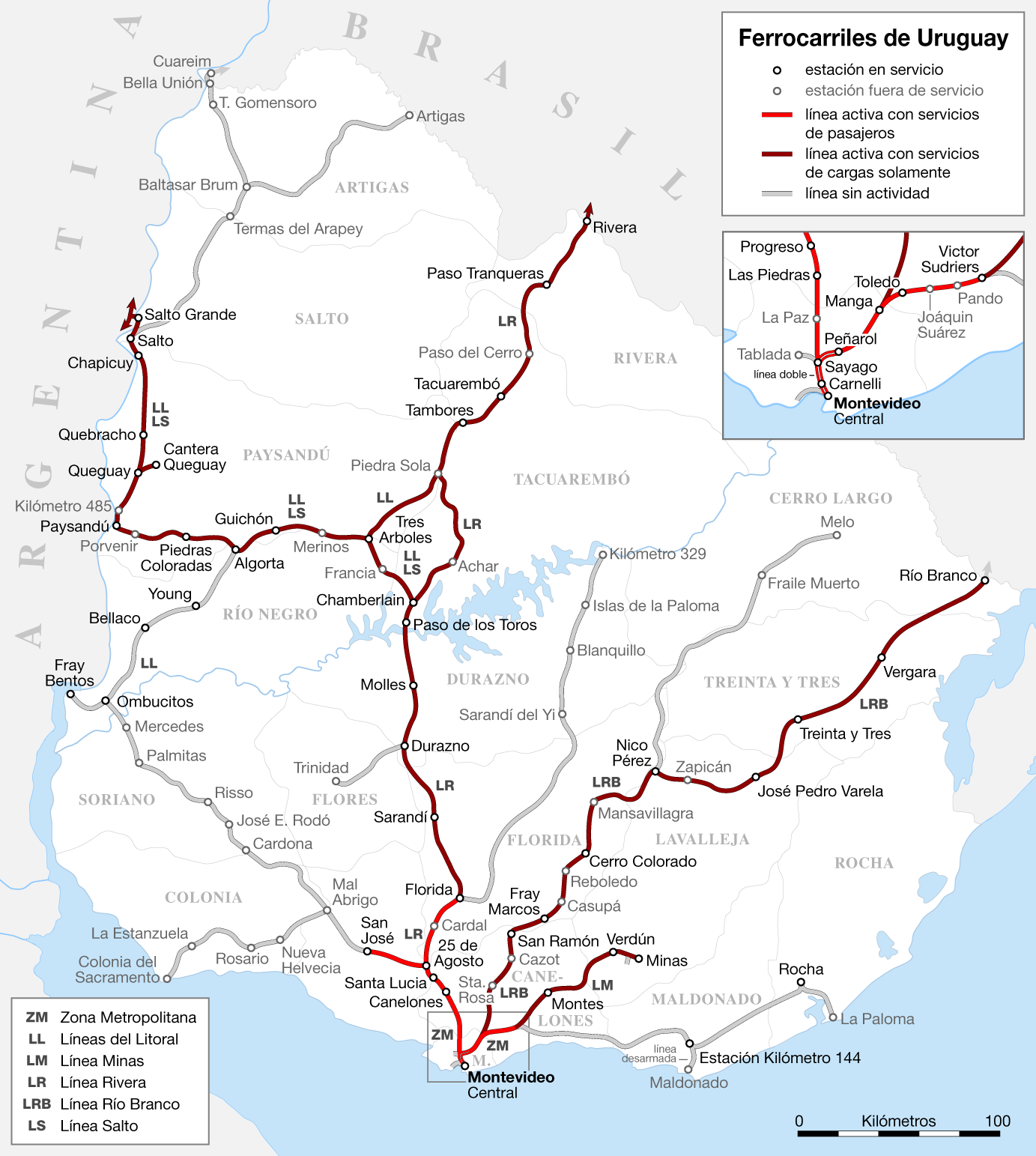
Red ferroviaria uruguaya en 2010. Nótese que en ese momento todavía habían servicios de pasajeros a Florida, San José y Empalme Olmos. Los mismos serían suprimidos en julio de 2012

A partir del 1 de junio de 2012, durante el gobierno del expresidente José Mujica, se suprimieron los servicios a Florida, San José de Mayo y Empalme Olmos debido a, según el directorio de AFE, daños "físico-químicos" en la estructura de los coches motores Brill que cumplían el servicio a Empalme Olmos, aunque en la práctica nunca se llegó a realizar un estudio ultrasonido, que era lo necesario para que validen sus argumentos. Los servicios a Florida y San José se suprimieron simplemente para ahorrar una locomotora y para reducir el kilometraje de las otras dos que iban a seguir asignadas al servicio de pasajeros.
Un año más tarde, en 2013, se compraron 5 coches motores ítalo-suecos Kalmar Verkstad y Fiat para restablecer los servicios suprimidos en 2012. Cuando fueron puestos en operación hasta Las Piedras, se mantuvieron solo dos frecuencias (2 de ida y 2 de vuelta) a Veinticinco de Agosto, sin reimplantarse ninguno de los servicios suprimidos.  
Entre 2013 y 2015, se llevó a cabo una semi-descentralización en la compañía AFE, donde se decretó que esta pasaría a encargarse de la infraestructura y el servicio de pasajeros, mientras que el transporte de cargas pasaría a funcionar bajo Servicios Logísticos Ferroviarios S. A., empresa público-privada de la cual AFE es su mayor accionista con 51% y la Corporación Nacional para el Desarrollo con 49%.
A partir de diciembre de 2018 empezó a operar la línea de pasajeros Tacuarembó-Rivera, con una frecuencia diaria lunes, miércoles y viernes, y el trayecto de 118 km dura 1:53.
También a partir de septiembre de 2018 empezó a operar la línea de pasajeros Nueva Terminal-Estación Sudriers, con una frecuencia diaria de lunes a sábados, y se mantuvo la línea de pasajeros Nueva Terminal-25 de agosto con 7 frecuencias diarias de lunes a viernes y 4 los sábados y feriados.
El día viernes 14 de junio de 2019, los servicios Nueva Terminal-25 de agosto y Nueva Terminal-Sudriers fueron suspendidos para la realización del proyecto Ferrocarril Central, obra iniciada el 31 de mayo de ese año la cual planea, a lo largo de 36 meses, desmantelar 273 km de vía (concentrándose en el trayecto desde el Puerto de Montevideo hasta Paso de los toros) de los 563 km de la actual línea troncal de la red, la línea Montevideo-Rivera, -trayecto que abarca los departamentos de Montevideo, Canelones, Florida, Durazno y Tacuarembó y presentaba rieles unidos por piezas metálicas planas en las puntas y durmientes de madera- para construir una nueva línea troncal que se sustente de rieles soldados, durmientes de hormigón, la extensión de los kilómetros de vía doble de 11 a 26 así como también varias docenas de vías secundarias para maniobras en ciertos puntos de la traza, y pasos a desnivel como viaductos, trincheras, túneles y puentes (nuevos o reparados) para así poder permitir el paso de trenes con mayor velocidad y carga, principalmente para el transporte de celulosa de la futura planta UPM 2. Se espera que dicho proyecto esté finalizado para mayo de 2023.

### Años 2020
A partir de 2020, el nuevo directorio dio a conocer que AFE cambiaría su estructura clásica, que era la de un monopolio vertical, a operar en forma de acceso abierto. De ahora en adelante, será el encargado de la infraestructura ferroviaria del país, de la cual ya era dueña, y en segundo lugar operar servicios de pasajeros.
Sin embargo esta idea no es del todo nueva. Ya que los primeros indicios de modelo de acceso abierto fueron en 2013, cuando se creó la operadora público-privada Servicios Logísticos Ferroviarios S. A., cuyas acciones pertenecen en un 51% y 49% a los organismos estatales AFE y CND, respectivamente; por lo que las operaciones de cargas ya no son operadas directamente por AFE.
En junio de 2021, la Dirección de Vialidad le exige a AFE la entrega de la traza su trazado sobre del puente carretero-ferroviario Líber Seregni, que une la ciudad de Mercedes, en Soriano, con Río Negro, a petición de productores agropecuarios locales a modo de ensanchar la ruta para trasladar su maquinaria agrícola con más seguridad, alegando Vialidad que AFE ya no utilizaba esta línea desde 2002 y que el puente ya no estaba en condición de tolerar el peso de una unidad de mercancías. AFE realizó una propuesta mucho más económica que pretendía convertir el puente carretero ferroviario en uno bivial, es decir, recimentar el puente y pavimentar entre y fuera de los rieles, ensanchando así la ruta sin la nececidad de quitar las vías. La propuesta fue rechazada por Vialidad, y el 2 de julio, mediante una votación de 2 a 1 en el directorio de AFE, le es entregada la traza a Vialidad para su posterior desmantelamiento.

## Líneas y ramales de la red

### Línea a Rivera
Es la línea troncal de los ferrocarriles uruguayos debido a que es de ésta de donde nacen el resto de las líneas. Comenzó a operar en 1869 con un tramo de 17 km entre la Piedras y Paso Molino. En 1871 se extiende al sur hacia la Aguada, y al norte hacia Progreso, le siguieron Canelones y Veinticinco de agosto (1872), Durazno (1874), Paso de los Toros (1887), Achar (1890), Tacuarembó (1891) y Rivera (1892)
|  |  | KBHFa |

| CONTgq | STRgq | ABZgr+xr |  |

|  |  | HST |

|  |  | BUE |

|  |  | HST |

|  |  | HST |

|  |  | STR+GRZq |

|  |  | HST |

|  |  | HST |

|  |  | tSTRa |

|  |  | tSTRe |

|  |  | HST |

|  |  | hKRZWae |

|  |  | BUE |

|  |  | BHF |

|  |  | mKRZu |

|  |  | HST |

|  |  | HST |

|  |  | HST |

|  | exCONTgq | ABZgr |  |

|  |  | HST |

|  |  | mKRZu |

|  |  | mKRZu |

|  |  | HST |

|  |  | HST |

|  |  | HST |

|  |  | HST |

|  | exCONTgq | ABZg+r |  |

|  |  | mKRZu |

|  |  | BHF |

|  |  | hKRZWae+GRZq |

|  |  | BUE |

|  |  | HST |

|  |  | HST |

|  |  | HST |

|  |  | HST |

|  |  | hKRZWae |

|  |  | BHF |

|  | exCONTgq | eABZgr |  |

|  |  | mKRZu |

|  |  | STR+GRZq |

|  |  | HST |

|  |  | HST |

|  |  | HST |

|  |  | HST |

|  |  | HST |

|  |  | mKRZu |

|  |  | HST |

|  |  | mKRZu |

|  |  | eABZg+l | exCONTfq |

|  |  | BHF |

|  |  | hKRZWae |

|  |  | HST |

|  |  | hKRZWae |

|  |  | HST |

|  |  | BUE |

|  |  | BUE |

|  |  | HST |

|  |  | BUE |

|  |  | HST |

|  |  | BUE |

|  |  | STR |

|  |  | BUE |

|  |  | HST |

|  | CONTgq | ABZg+r |  |

|  |  | hKRZWae+GRZq |

|  |  | HST |

|  |  | BUE |

|  |  | BUE |

|  |  | BUE |

|  |  | HST |

|  |  | hKRZWae |

|  |  | BHF |

|  |  | mKRZu |

|  |  | HST |

|  |  | HST |

|  |  | HST |

|  |  | HST |

|  |  | HST |

|  |  | hKRZWae+GRZq |

|  |  | HST |

|  |  | HST |

|  |  | ABZgl+l | CONTfq |

|  |  | HST |

|  |  | HST |

|  |  | mKRZu |

|  |  | hKRZWae |

|  |  | HST |

|  | CONTgq | ABZg+r |  |

|  |  | HST |

|  | CONTgq | ABZgr |  |

|  |  | HST |

|  |  | eKDSTe |

### Línea al Este
Esta línea constaba de 2 secciones precarias por separado a principios del siglo XX, los ramales Rocha-La Paloma (construido ente 1909-1914) por un lado y Empalme Olmos-Maldonado (llegando a esta última en 191 por el otro. En 1928 se construyen los 70 km restantes para unir los ramales en una sola línea. El 1 de enero de 1930 se inaugura la extensión San Carlos-Maldonado-Punta del Este. El 28 de noviembre de 1982, se clausuró el trayecto san Carlos -maldonado- punta del este, - para construir en su lugar una carretera  y una terminal de ómnibus que une san Carlos con maldonado. El resto del ramal siguió funcionando hasta que  fue clausurado para pasajeros en 1998 y para cargas en 2003.
|  |  | exKDSTa |

|  |  | exABZgl | exCONTfq |

|  |  | exhKRZWae |

|  |  | exHST |

|  |  | exhKRZWae+GRZq |

|  |  | exHST |

|  |  | exHST |

|  |  | exhKRZWae |

|  |  | exHST |

|  |  | exHST |

|  |  | xmKRZu |

|  |  | exhKRZWae |

|  |  | exHST |

|  |  | exhKRZWae |

|  |  | exABZgl+l | exCONTfq |

|  |  | exHST |

|  |  | exHST |

|  |  | xmKRZu |

|  |  | exBUE |

|  |  | exHST |

|  |  | xmKRZu |

|  |  | exABZg+l | exCONTfq |

|  |  | exHST |

|  |  | exhKRZWae |

|  |  | exHST |

|  |  | xmKRZu |

|  |  | exHST |

|  |  | exHST |

|  |  | xmKRZu |

|  |  | exHST |

|  |  | exhKRZWae+GRZq |

|  |  | exHST |

|  |  | exhKRZWae |

|  |  | exHST |

|  |  | exHST |

|  |  | exHST |

|  |  | exhKRZWae |

|  |  | exHST |

|  |  | exHST |

|  |  | exBUE |

|  |  | exHST |

|  |  | xmKRZu |

|  | CONTgq | ABZg+r |  |

|  |  | HST |

|  |  | HST |

|  |  | HST |

|  |  | HST |

|  |  | HST |

|  | CONTgq | ABZg+r |  |

|  |  | hKRZWae+GRZq |

|  |  | eHST |

|  |  | eABZgl |

|  |  | HST |

|  |  | hKRZWae |

|  |  | HST |

|  | CONTgq | ABZgr+r |  |

|  |  | HST |

|  |  | CONTf |

### Línea Minas
En 1878, la empresa Ferrocarril Uruguayo del Este, inaugura el tramo Cordón-Manga en Montevideo, partiendo de la hoy desaparecida parada Artigas, frente a Estación Central, y cuyas vías discurrían por actuales calles como La Paz o Galicia. Luego se estirará a Toledo (1879), Pando (1882), Tapia (1887, ya bajo administración británica con el nombre de NEUR) y Minas (1889). Cuando la línea llega a Minas, el CUR arrienda la línea por 999 años.  En 1890, el CUR inaugura el tramo a Sayago-Manga, de modo que los trenes de Minas podrán ingresar a Central más al norte. La sección Cordón-Manga se mantuvo como un ramal secundario hasta que se levantó en 1938.
|  |  | ENDEa |

|  |  | BHF |

|  |  | ABZg+l | CONTfq |

|  |  | HST |

|  |  | HST |

|  |  | HST |

|  |  | HST |

|  |  | HST |

|  |  | ABZg+l | CONTfq |

|  |  | HST |

|  |  | HST |

|  |  | HST |

|  |  | eABZg+l | exCONTfq |

|  |  | HST |

|  |  | CONTf |

### Línea a Río Branco
El 19 de septiembre de 1890, de haberse creado previamente un empalme sobre la línea a Minas en la localidad de Toledo, se inaugura un ramal hacia San Ramón. El 23 de abril de 1891 se estira hasta Reboledo, y el 9 de septiembre se lleva hasta Nico Pérez. 19 años después, el 1 de octubre de 1910 crea un empalme que llevará a Retamosa y en 1912 llegará a Rio Branco. El Puente de Mahua, inaugurado en 1930, recibirá la línea ferroviaria en 1936 para conectar con la ciudad brasileña de Yaguarón.
|  |  | exCONTg |

|  |  | exhKRZWae+GRZq |

|  |  | BHF |

|  |  | HST |

|  |  | HST |

|  |  | HST |

|  |  | HST |

|  |  | HST |

|  |  | HST |

|  |  | BHF |

|  |  | HST |

|  |  | HST |

|  |  | HST |

|  | exCONTgq | eABZg+r |  |

|  |  | HST |

|  |  | HST |

|  |  | HST |

|  |  | HST |

|  |  | HST |

|  |  | HST |

|  |  | HST |

|  |  | HST |

|  |  | HST |

|  |  | HST |

|  |  | HST |

|  |  | HST |

|  |  | HST |

|  |  | HST |

|  |  | HST |

|  |  | ABZg+l | CONTfq |

|  |  | CONTf |

### Línea a Melo
Siguiendo la historia de la línea a Rio Branco. En la estación Nico Pérez, luego de funcionar durante 18 años como estación terminal, el 5 de mayo de 1908 se estira la línea a a Cerro Chato, y el 15 de agosto del año siguiente alcanza la ciudad de Melo. Clausurada para pasajeros desde de 1985 y para cargas desde 1988.
|  |  | exENDEa |

|  |  | exBHF |

|  |  | exhKRZWae |

|  |  | xmKRZu |

|  |  | exhKRZWae |

|  |  | exhKRZWae |

|  |  | exhKRZWae |

|  |  | exhKRZWae |

|  |  | exHST |

|  |  | exhKRZWae |

|  |  | exHST |

|  |  | exhKRZWae |

|  |  | exHST |

|  |  | xmKRZu |

|  |  | exhKRZWae |

|  |  | exhKRZWae |

|  |  | exhKRZWae |

|  |  | exSTR+GRZq |

|  |  | xmKRZu |

|  |  | exHST |

|  |  | exHST |

|  |  | xmKRZu |

|  |  | exHST |

|  |  | xmKRZu |

|  |  | exHST |

|  |  | xABZg+l | CONTfq |

|  |  | HST |

|  |  | CONTf |

### Ramal al km 329
Este ramal se inauguró 1953, posterior a la estatización. Aunque hubo planes e intereses en extender el ramal más allá de Durazno y Tacuarembó, con el objetivo de alcanzar la localidad riverense de Vichadero en el km 446. Para ello ya se había construido en puente km 329 en 1936. El 30 de junio de 1983, en presencia del presidente de facto Tnte. Gregorio Álvarez, ministros, jerarcas y civiles, se inaugura el cruce ferroviaria sobre el km 329, que iba continuar sus obras hasta Caraguatá. Sin embargo la obra jamás se completó.
|  |  | exLSTR |

|  |  | exhSTRae |

|  |  | exHST |

|  |  | exHST |

|  |  | exhKRZWae |

|  |  | exhKRZWae |

|  |  | exhKRZWae |

|  |  | exhKRZWae |

|  |  | exhKRZWae |

|  |  | exHST |

|  |  | exhKRZWae |

|  |  | exhKRZWae |

|  |  | exHST |

|  |  | xmKRZu |

|  |  | exhKRZWae |

|  |  | exHST |

|  |  | exhKRZWae |

|  |  | exHST |

|  |  | xmKRZu |

|  |  | exhKRZWae |

|  |  | exhKRZWae |

|  |  | exhKRZWae |

|  |  | exHST |

|  |  | exhKRZWae |

|  |  | exhKRZWae |

|  |  | exhKRZWae |

|  |  | exHST |

|  |  | xmKRZu |

|  |  | exhKRZWae |

|  |  | exHST |

|  |  | xmKRZu |

|  |  | xmKRZu |

|  |  | exhKRZWae |

|  |  | exHST |

|  |  | exhKRZWae |

|  |  | exhKRZWae |

|  |  | exHST |

|  |  | exhKRZWae |

|  |  | exhKRZWae |

|  |  | exhKRZWae |

|  |  | exhKRZWae |

|  |  | exHST |

|  |  | exhKRZWae |

|  |  | exhKRZWae |

|  |  | exHST |

|  |  | exHST |

|  |  | exHST |

|  |  | exhKRZWae |

|  |  | exhKRZWae |

|  |  | exhKRZWae |

|  |  | exHST |

|  |  | exHST |

|  |  | exhKRZWae |

|  |  | xmKRZo |

|  |  | exHST |

|  | CONTgq | xABZg+r |  |

|  |  | BHF |

|  |  | CONTf |

¹ Continuación al km 347 proyectada y nunca construida.
² El puente fue clausurado en 1985, las vías levantadas en 1992, y el puente convertido en carretero en 1994.

### Línea a Colonia
La etapa primaria de este ramal fue la construcción de una línea desde Veinticinco de Agosto a San José de Mayo, el 20 de mayo de 1876. Posteriormente se llevó a Mal Abrigo. Años después, en 1898, comienza la construcción -de oeste a este- de un tramo de Puerto Sauce (hoy Juan Lacaze) hasta Mal Abrigo, uniendo ambas líneas. Luego se decidió extender un ramal secundario desde Rosario a Colonia del Sacramento, que finalizó con la inauguración de la estación en el 1 de abril de 1901. En 1959 se suprime el ramal Rosario-Puerto Sauce que se desmantela en 1966.
|  |  | exENDEa |

|  |  | exHST |

|  |  | exHST |

|  |  | exHST |

|  |  | exHST |

|  |  | exHST |

|  |  | exHST |

|  | exCONTgq | exABZg+r |  |

|  |  | exHST |

|  |  | exHST |

|  |  | exABZg+l | exCONTfq |

|  |  | exHST |

|  |  | exHST |

|  |  | exHST |

|  |  | exHST |

|  |  | exHST |

|  |  | exHST |

|  |  | exHST |

|  |  | exHST |

|  |  | HST |

|  |  | ABZg+l | CONTfq |

|  |  | CONTf |

### Línea a Mercedes
Siguiendo la historia de la línea a Colonia, en 1899 se crea un empalme en Mal Abrigo rumbo al noroeste. El 15 de diciembre de 1901 se inaugura la estación Mercedes. El 20 de abril de 1979, se inaugura el tramo Mercedes-Ombucitos, que llevaba a Fray Bentos ahorrando alrededor de 200 km de recorrido. 
|  |  | exENDEa |

|  |  | exBHF |

|  |  | exHST |

|  |  | exHST |

|  |  | exHST |

|  |  | exHST |

|  |  | exHST |

|  |  | exHST |

|  |  | exHST |

|  |  | exHST |

|  |  | exHST |

|  |  | exHST |

|  | exCONTgq | exABZg+r |  |

|  |  | exHST |

|  |  | exCONTf |

### Línea a Algorta-Fray Bentos
El ferrocarril llegó a Fray Bentos en 1911. El enlace entre las líneas Algorta-Fray Bentos y Montevideo-Mercedes se consiguió el 20 de abril de 1979 con la inauguración del ramal Mercedes-Ombucitos de 17 km, permitiendo ahorrar más de 200 km de recorrido original. 
|  |  | exCONTg |

|  |  | exABZl+l | CONTfq |

|  |  | exHST |

|  |  | exHST |

|  |  | exHST |

|  |  | exHST |

|  |  | exHST |

|  |  | exABZgl+l | exCONTfq |

|  |  | exHST |

|  |  | exKBHFe |

### Línea al Litoral
La sección del ramal El Precursor en Salto se inauguró el 25 de agosto de 1982 sobre la represa binacional de Salto Grande, a fin de conectar el ferrocarril uruguayo con la red Gral. Urquiza de la República Argentina.
|  |  | exKBHFa |

|  |  | exHST |

|  |  | exHST |

|  |  | exHST |

|  |  | exHST |

|  |  | exHST |

|  | exCONTgq | exABZg+r |  |

|  |  | exHST |

|  |  | exHST |

|  |  | exHST |

|  |  | exHST |

|  |  | exHST |

|  |  | exHST |

|  |  | exHST |

|  | exCONTgq | exABZg+r |  |

|  |  | exBHF |

|  |  | exHST |

|  |  | exHST |

|  |  | exHST |

|  |  | exHST |

|  |  | exHST |

|  |  | exBHF |

|  |  | exHST |

|  |  | exHST |

|  |  | exHST |

|  |  | exHST |

|  | exCONTgq | exABZg+r |  |

|  |  | exHST |

|  |  | exHST |

|  |  | exHST |

|  |  | exHST |

|  |  | exHST |

|  |  | exABZg+l | exCONTfq |

|  |  | exHST |

|  |  | exHST |

|  |  | xABZg+l | CONTfq |

|  |  | HST |

|  |  | CONTf |

### Ramal a La Tablada
Es un ramal, todavía existente construido por el Ministerio de Transporte y Obras Públicas y operado por la Administración de Ferrocarriles del Estado, tenía como cometido el traslado de ganado hacia la Tablada Nacional.
|  |  | KBHFa |

|  |  | HST |

|  |  | ABZgl+l | CONTfq |

|  |  | HST |

|  |  | HST |

|  |  | eKDSTe |

## Compañías
En la historia de los ferrocarriles en Uruguay existieron distintas compañías tanto nacionales,como extranjeras y estatales qué contribuyeron en la expansión y crecimiento de este. Algunas de estas empresas, primitivamente desaparecieron en 1915 cuando el Estado conforma la Administración de Ferrocarriles y Tranvías del Estado. Aunque, de cierta forma todas las compañías serían fusionadas en 1952 con la creación de la Administración de Ferrocarriles del Estado.
- Empresa del Ferrocarril Central, primer empresa de ferrocarriles en Uruguay, la misma era propiedad de capitales nacionales.
- Central Uruguay Railway (1878-1948) fue la segunda empresa del país y una de las más grandes en material rodante e infraestructura, fue estatizada en 1949 y adquirida por la Administración de Ferrocarriles del Estado en 1952.
- Midland Uruguay Railway (1889-1949)
- Ferrocarril y Tranvía del Norte (1878 - 1915) Fue una empresa que operaba únicamente en la ciudad de Montevideo y su cometido era el abastecimiento de carne en la ciudad. La misma partía desde la Estación del Norte hacia la Barra del Santa Lucía . Fue estatizada en 1915 y adquirida por la Administración de Ferrocarriles y Tranvía del Estado.
- Ferrocarril Uruguayo del Este (1878-1915) Fue una empresa que operó la línea a Minas. En 1915 fue estatizada y adquirida por la Administración de Ferrocarriles y Tranvías del Estado
- Ferrocarril Uruguayo del Norte ( -1948)
- Pan American Transcontinental Railway (1915) Su cometido era la construcción y operación de la línea Flores - Durazno, pero antes de la culminación de las obras fue a la quiebra, quedando en manos de la Administración del Ferrocarril y Tranvía del Estado.
- Administración de Ferrocarriles y Tranvías del Estado (1920-1952) fue el primer ente del Estado encargado de la operación de los ferrocarriles y los tranvías, creado en 1920. En 1952 fue fusionado a la Administración de Ferrocarriles del Estado.
- Ferrocarril de Piria (1910-1948) fue un ferrocarril turístico propiedad del empresario Francisco Piria, el mismo conectaba la estación Pan de Azúcar con Piriápolis. Fue estatizado en 1948.
- Administración de Ferrocarriles del Estado fue creado en 1952 producto de la nacionalización y estatización del ferrocarril. El ente gozó durante muchos años el monopolio de los servicios ferroviarios. En la actualidad es el organismo propietario de toda la red ferroviaria, así como uno de sus principales operadores.
- Servicios Logísticos Ferroviarios, es una compañía filial de la Administración de Ferrocarriles del Estado encargada de los servicios logísticos.
- Portren